# Toyota TF108
Der Toyota TF108 war ein Formel-1-Rennwagen und der Einsatzwagen von Toyota Racing in der Saison 2008. Er wurde von einem Toyota V8-Motor angetrieben. Die Bereifung kam vom Japanischen Hersteller Bridgestone.

## Lackierung und Sponsoring
Der Rennwagen hatte die toyotatypische Rot-Weiße Lackierung. Zudem gab es auf dem Heckflügel und auch der Motorabdeckung Schriftzüge des Autoherstellers. Hauptsponsor von Toyota Racing war der Unterhaltungselektronikhersteller Panasonic, dessen Schriftzug auf den Seitenkästen zu lesen war. Weiterhin waren Denso und KDDI auf dem Fahrzeug als Sponsoren zu sehen.

## Fahrer
Die Fahrer des TF108 waren der Italiener Jarno Trulli sowie der Deutsche Timo Glock. Als Testfahrer wurde Kamui Kobayashi eingesetzt.

## Ergebnisse
| Fahrer               | Nr.                  | 1   | 2   | 3 | 4  | 5  | 6  | 7 | 8  | 9  | 10  | 11 | 12 | 13 | 14 | 15  | 16  | 17  | 18 | Punkte | Rang |
| -------------------- | -------------------- | --- | --- | - | -- | -- | -- | - | -- | -- | --- | -- | -- | -- | -- | --- | --- | --- | -- | ------ | ---- |
| Formel-1-Saison 2008 | Formel-1-Saison 2008 |     |     |   |    |    |    |   |    |    |     |    |    |    |    |     |     |     |    | 56     | 5.   |
| Jarno Trulli         | 11                   | DNF | 4   | 6 | 8  | 10 | 13 | 6 | 3  | 7  | 9   | 7  | 5  | 16 | 13 | DNF | 5   | DNF | 8  | 56     | 5.   |
| Timo Glock           | 12                   | DNF | DNF | 9 | 11 | 13 | 12 | 4 | 11 | 12 | DNF | 2  | 7  | 9  | 11 | 4   | DNF | 7   | 6  | 56     | 5.   |

| Legende  | Legende            | Legende                                                          |
| Farbe    | Abkürzung          | Bedeutung                                                        |
| -------- | ------------------ | ---------------------------------------------------------------- |
| Gold     | –                  | Sieg                                                             |
| Silber   | –                  | 2. Platz                                                         |
| Bronze   | –                  | 3. Platz                                                         |
| Grün     | –                  | Platzierung in den Punkten                                       |
| Blau     | –                  | Klassifiziert außerhalb der Punkteränge                          |
| Violett  | DNF                | Rennen nicht beendet (did not finish)                            |
| Violett  | NC                 | nicht klassifiziert (not classified)                             |
| Rot      | DNQ                | nicht qualifiziert (did not qualify)                             |
| Rot      | DNPQ               | in Vorqualifikation gescheitert (did not pre-qualify)            |
| Schwarz  | DSQ                | disqualifiziert (disqualified)                                   |
| Weiß     | DNS                | nicht am Start (did not start)                                   |
| Weiß     | WD                 | zurückgezogen (withdrawn)                                        |
| Hellblau | PO                 | nur am Training teilgenommen (practiced only)                    |
| Hellblau | TD                 | Freitags-Testfahrer (test driver)                                |
| ohne     | DNP                | nicht am Training teilgenommen (did not practice)                |
| ohne     | INJ                | verletzt oder krank (injured)                                    |
| ohne     | EX                 | ausgeschlossen (excluded)                                        |
| ohne     | DNA                | nicht erschienen (did not arrive)                                |
| ohne     | C                  | Rennen abgesagt (cancelled)                                      |
| ohne     | keine WM-Teilnahme |                                                                  |
| sonstige | P/fett             | Pole-Position                                                    |
| sonstige | 1/2/3/4/5/6/7/8    | Punktplatzierung im Sprint-/Qualifikationsrennen                 |
| sonstige | SR/kursiv          | Schnellste Rennrunde                                             |
| sonstige | *                  | nicht im Ziel, aufgrund der zurückgelegten Distanz aber gewertet |
| sonstige | ()                 | Streichresultate                                                 |
| sonstige | unterstrichen      | Führender in der Gesamtwertung                                   |